# 热洛斯
热洛斯（法語：Gelos，法語發音：[ʒəlɔs]）是法国大西洋比利牛斯省的一个市镇，属于波城区。

## 地理
热洛斯（43°17'0"N, 0°22'16"W）面积11.03 平方千米，位于法国新阿基坦大区大西洋比利牛斯省，该省份为法国东南部省份，涵盖了贝阿恩与北巴斯克，西临大西洋比斯開灣，北至朗德省，东北接热尔省，东临上比利牛斯省，南与西班牙接壤。
与热洛斯接壤的市镇（或旧市镇、城区）包括：博斯达罗斯、冈镇、瑞朗松、马泽尔-勒宗、波城、龙蒂尼翁、于佐斯、比扎诺斯。

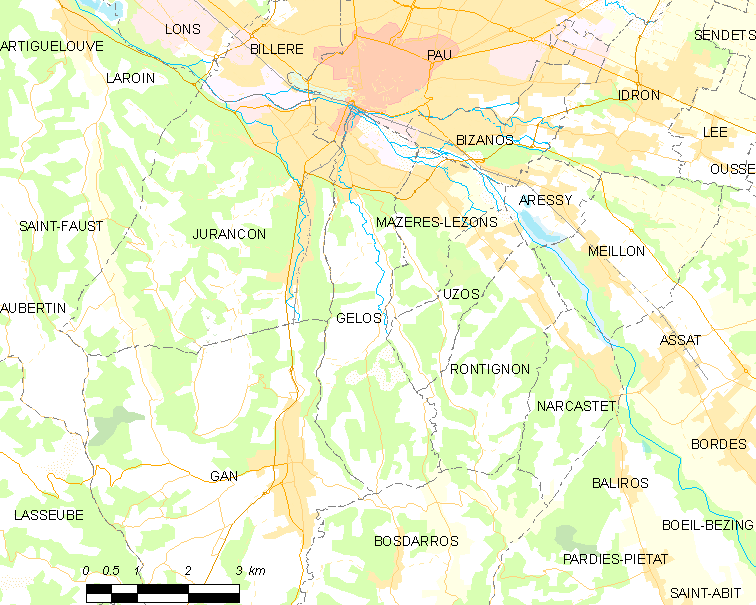
热洛斯的OSM定位图

热洛斯的时区为UTC+01:00、UTC+02:00（夏令时）。

## 行政
热洛斯的邮政编码为64110，INSEE市镇编码为64237。

## 政治
热洛斯所属的省级选区为波城第四县。

## 人口

1962-2008年间热洛斯人口变化图示

热洛斯于2022年1月1日时的人口数量为3595人。